# Lepus flavigularis
Lepus flavigularis là một loài động vật có vú trong họ Leporidae, bộ Thỏ. Loài này được Wagner mô tả năm 1844.